# 调音台

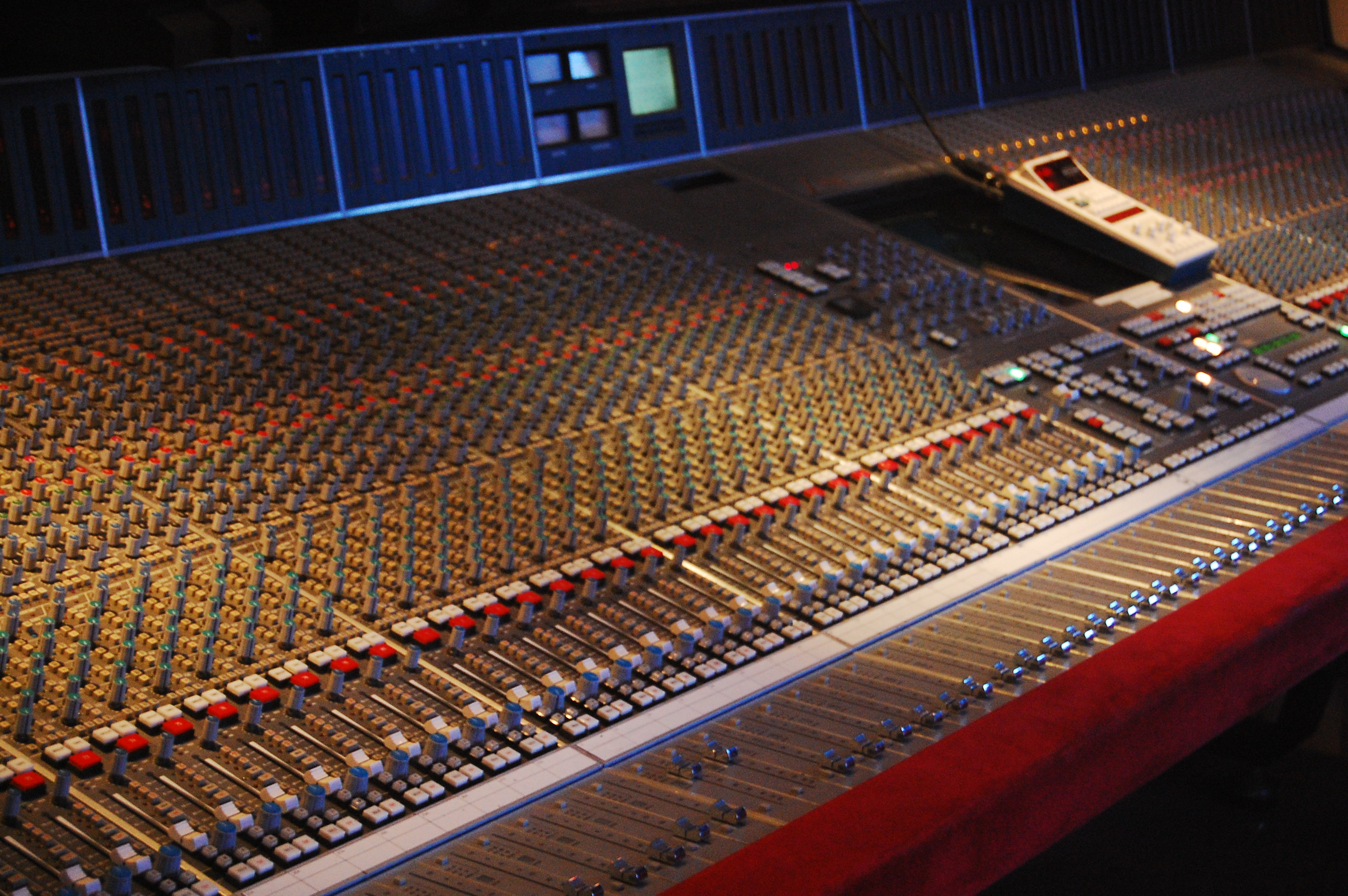
位于纽约某录音棚的SSL SL9000J型72通道调音台

调音台（也叫混音器、混音台等），是一种在专业音频领域中使用的用来对音频信号进行混合（即混音），路由，调节音量、音色、动态范围等的电子设备。依型号不同，调音台可用于模拟信号、数字信号。最后调整好的信号（电平或数字采样）合到一起成为合成的输出信号。
调音台应用到了很多地方，比如录音棚、公共广播系统、扩声系统、广播、电视以及电影后期制作等等。例如这样简单的应用场景：来自两个话筒的声音（比如二重唱），需要从同一套扬声系统中同时听到。在用于现场演出的时候，除非特定的调音台自带功率放大功能或者连接到有源音箱，否则调音台所处理产生的信号一般是直接送到功率放大器的。在各种现场表演的盗录中，品質最高的必然源自调音台对扬声系统的输出信号，即所谓调音台内录。

## 界面
典型的模拟调音台面板由三部分组成：
- 输入通道
- Master控制器（主控制器）
- 音量表

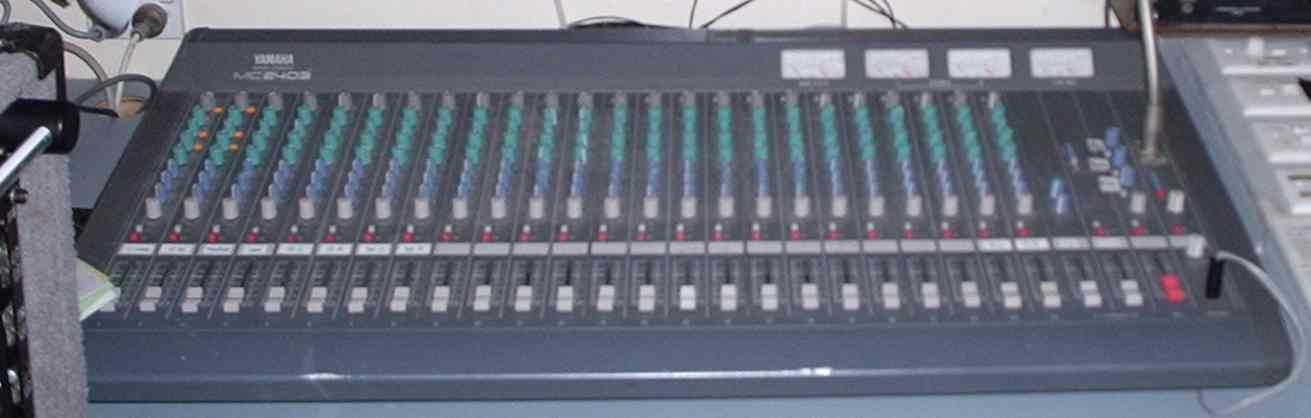
雅马哈2403调音台

输入通道条通常是一组相同的单声道或立体声输入通道。主控部分有编组推子、Master推子、主混音总线控制和辅助返回音量控制。此外还有SOLO监听控制（独奏监听控制）、对讲麦克风控制、哑音控制和输出矩阵混音器。小一些的调音台，输入在调音台面板的左边，Master控制器在面板的右边。大一些的调音台，Master控制器在面板的中央，而输入在面板的两侧。音量表一般在输入和主控部分的上方，或者整合在了输入和主控部分中。

## 输入通道条
输入通道条一般由以下部分组成：
- 输入插孔(Jack)
- 前级放大器（英语：Microphone preamplifier）[5]
- 等化器
- 动态处理区（例如动态范围压缩、噪音门（英语：Noise gate））
- 路由区，包括直接输出、辅助送出（英语：aux-send）、PAN（声像控制器）[6]和编组分配按钮
- 输入推子

为了便于区分和操作，一般这些区域会被标以不同的颜色。每个输入都有自己的“通道”——视调音台型号不同，或是立体声通道，或是单声道通道。多数调音台的通道都有一个XLR母头，有些还有RCA母头或TRS母头（作为线路输入接口）。

## 主输出控制器
编组和主输出推子一般出现在在调音台面板的右侧。大一些的调音台，主输出推子在面板的中央，而输入在面板的两侧。路由矩阵、耳机和监听控制器通常也在这一区域。对讲控制器控制控制表演者的监听、耳机或耳塞。测试音发生器和辅助返回通常也在这一区域。

## 音量表

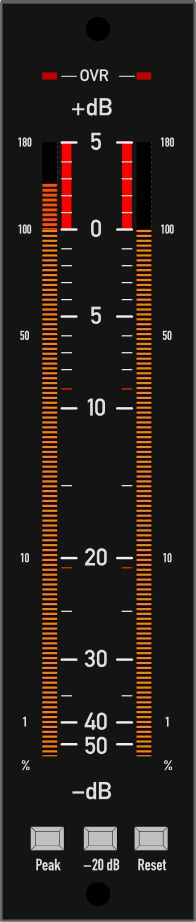

调音台上通常有一个或多个VU表、峰值表用来监控每个通道及主输出的音量，并防止信号被削峰。多数调音台除了主混音外还至少有一个其他的输出——或是独立的总线输出，或是“辅助输出”，例如用来输出和舞台监听不同的混音。
人对声音的感知，更接近与强度、频率的对数成正比而不是强度值、频率值本身，因而调音台总是以分贝为单位控制和显示这些参数。由于分贝是一种比值，音量表必须要有基准电平。在所谓的专业音频领域，基准电平一般为+4dBu；而在所谓的民用音频领域，基准电平一般为-10dBv。